# José Zuleta Ortiz
José Zuleta Ortiz (Bogotá, Colombia, 1960). Reside desde 1969 en Cali. Fundador y codirector de la Revista de Poesía Clave. Codirector de la Revista Odradek el cuento. Dirigió por 10 años (2005-2015) el Festival Internacional de poesía de Cali. Coordinador y fundador del Festival internacional de literatura Oiga Mire Lea de Cali, Asesor de la programación literaria de la biblioteca Departamental del Valle de 2007 a 2016. Dirige el taller de escritura creativa El cuento de contar en la Biblioteca de El Centenario de Cali. Fundó y coordina el programa Libertad Bajo Palabra (talleres de escritura en 21 Cárceles de Colombia, ha editado 10 libros de Fugas de tinta en los que se publican los trabajos literarios obtenidos en dichos talleres). Autor de varios libros; poemas y cuentos suyos han sido traducidos al inglés, portugués, francés y holandés. Su obra ha sido incluida en diversas antologías nacionales e internacionales. Ha representado a Colombia en varias ferias internacionales del libro y ha sido jurado en varios premios nacionales.

## Obra publicada
Poesía
- Las alas del súbdito. Premio Nacional de Poesía, 2002
- La línea de menta, Universidad del Valle, 2005
- Mirar otro mar, Hombre Nuevo, 2006
- Emprender la noche, Común Presencia, 2008
- Las manos de la noche, Universidad Nacional de Colombia, 2009
- La mirada del huésped, Hombre Nuevo, 2013

Cuento
- La sonrisa trocada, 10 relatos, Hombre Nuevo, 2008
- Todos somos amigos de lo ajeno, Alfaguara, Premio Nacional Ministerio de Cultura, 2010
- Esperando tus ojos, 10 relatos, Hombre Nuevo, 2011
- La oración de Manuel y otros relatos, Universidad del Valle, 2012
- La espiral del alambique, Sílaba, 2014
- Las pequeñas causas.', Sílaba, 2016
- Retratos, EAFIT, 2017
- La tarde del petirrojo, Sílaba, 2018

Novela
- Lo que no fue dicho, Seix Barral, 2021

Antologías
- Ladrón de olvidos y otros relatos: antología, Taller de edición Rocca, 2014

## Premios y reconocimientos
- Premio Nacional de Poesía "Carlos Héctor Trejos", con el libro “Las Alas del Súbdito”, 2002
- Premio Nacional de Poesía "Descanse en Paz la Guerra" de la Casa de Poesía Silva de Bogotá  con el poema "Música Para Desplazados", mayo 23 de 2003
- Segundo Premio de Poesía del III Concurso Internacional Literario Bonaventuriano de Poesía en abril de 2007
- El Premio Nacional de Poesía, “Si los leones pudieran hablar” de la Casa de Poesía Silva de Bogotá en 2008
- Premio Nacional de Literatura del Ministerio de Cultura, modalidad libro inédito de cuento con el volumen Ladrón de olvidos, 2009
- Premio Nacional de Literatura del Ministerio de Cultura, modalidad novela publicada con el libro Lo que no fue dicho, 2022

## Entrevistas
Periódico el país. José Zuleta: el hombre que vive de echar el cuento

## Videos
- El poeta José Zuleta Ortiz en la Biblioteca del Centenario de Cali lee poemas de Paz, 2016
- Libros, Lectura y Salud, José Zuleta Ortiz, 21 de feb 2015
- La espiral del alambique. José Zuleta Ortiz lee uno de sus cuentos, 2014
- José Zuleta Ortiz, Educación sin Escuela, 2014
- Letra Urbana. Señal Colombia. Documental. José Zuleta Ortiz, escritor. Abril 15, 2013
- Letra urbana - Capítulo 02 José Zuleta, 2013
- RENATA - JOSÉ ZULETA, 2009